# Hoplolopha reflexa
Hoplolopha reflexa är en insektsart som först beskrevs av Walker, F. 1870.  Hoplolopha reflexa ingår i släktet Hoplolopha och familjen Pamphagidae. Inga underarter finns listade i Catalogue of Life.